# Eurímaco
En la mitología griega, Eurímaco (griego antiguo: Εὐρύμαχος Eurýmachos) fue un noble de Ítaca y uno de los dos principales pretendientes de Penélope, siendo el otro Antínoo.

## Familia
Eurímaco era hijo de Pólibo, también pretendiente de Penélope.

## Mitología
En la Odisea de Homero, Eurímaco, junto con la mayoría de sus compañeros pretendientes, no muestra ningún respeto por la costumbre griega de la xenía o la hospitalidad del huésped; es arrogante, irrespetuoso y consume comida y bebida sin la más mínima reciprocidad. Eurímaco es conocido por ser manipulador y engañoso, en un momento incluso engañando a Penélope haciéndole creer que no tenía malas intenciones. 
Aunque organiza la muerte del hijo de Odiseo, Telémaco, su plan fracasa y más tarde es eliminado por el propio Odiseo. Afirma que durante su infancia Odiseo se hizo amigo suyo, y le dice a Penélope que eso convierte a Telémaco en «mi amigo más querido en la Tierra» y que lo protegerá, aunque «la muerte de Telémaco ya estaba en su corazón».
Después de que Antínoo fuera alcanzado por una flecha, Eurímaco apela a Odiseo, culpando a Antínoo de todos los problemas causados y diciendo que lo que los pretendientes arrebataron sería restituido. Odiseo, sin embargo, sostiene que seguirá matando hasta que haya saciado su gusto por la venganza, entonces Eurímaco corre hacia Odiseo con su espada, pero Odiseo dispara una flecha en el pecho de Eurímaco, matándole en el acto.
La doncella de Penélope, Melanto, es su amante.

## Tradición posclásica

### Música
Eurímaco aparece como un personaje en la adaptación cantada de la Odisea, Epic: el Musical, cumpliendo un papel similar al de la obra original. Cuenta con la voz de Dennis Diaz.